# オオクチユゴイ
オオクチユゴイ（Kuhlia rupestris）は、ユゴイ科に分類される魚類の一種。インド太平洋の熱帯から亜熱帯域に分布し、主に河川に生息する。

## 分布
東アフリカのソマリアから南アフリカ共和国、インド洋を通って西太平洋の琉球諸島からオーストラリアまで、太平洋では東はフィジー、サモア、カロリン諸島まで、インド太平洋に広く分布する。オーストラリアではカーペンタリア湾、ヨーク岬から南はクイーンズランド州南部のタルバジェラ川まで見られる。
日本では主に南西諸島から記録されるが、黒潮に乗って南日本にも現れ、神奈川県まで記録されている。これらは黒潮の潮流変動によって接岸した個体で、再生産が行われない死滅回遊と考えられている。但し近年では関東地域の複数河川にて温泉の排水などによる越冬も報告されており、今後の断続的な調査が期待される。

## 形態
適度に側扁した体を持つ。頭部は尖り、眼は大きい。口は大きく斜めに突き出、上顎の後端は目に達する。背鰭の棘条部と軟条部の間は大きく凹み、尾鰭の葉は丸く、緩やかな切れ込みがある。背面は茶色からオリーブ色、体側面は銀色、腹面は白色である。体側面には多数の暗褐色から赤褐色の斑点があり、尾鰭に黒い斑点がある。鱗は円鱗である。成魚では、尾の斑点が融合して尾鰭が黒くなる。背鰭は10棘と10 - 12軟条から、臀鰭は3棘と9 - 11軟条から成る。全長は40 - 60 cmで、体重は最大2.7 kgに達する。

## 生態
通常は流れの速い河川の渓流域に生息するが、河口や沿岸でも見られる。滝壺の岩場でよく観察される。西表島では水田からも記録されている。産卵のために淡水から海へ移動する回遊魚で、雨期には洪水により海へ出て、一斉に産卵すると考えられている。オオクチユゴイの精子は、淡水や汽水では運動しない。幼魚は成長とともに淡水に移動する。雑食性で、昆虫、甲殻類、小魚のほか、果実を食べる。

## 人間との関係
琉球列島では、ユゴイ類は「ミキユー」と呼ばれる。
学習が早く、ルアーを避ける方法を学ぶことから、釣り人に人気の種である。クイーンズランド州では、この種に対する漁獲制限がある。分布域が広く、商業的に捕獲されることもないため、IUCNでは低危険種と評価されている。しかし、生息地の劣化により脅かされている。ダムや貯水池が河川を塞いで生息地を狭め、一部の水域では個体数の減少や絶滅につながっている。